# Esclavage au Japon
L'esclavage au Japon était une pratique qui a principalement concerné d'autres japonais, en raison de l'isolement de l'île du reste du monde. Mais lors de l'expansionnisme du Japon Shōwa, l'esclavage a concerné les populations locales envahies par le Japon dans le cadre de l'effort de guerre japonais. 

## Histoire

### Esclavage indigène
L'exportation d'un esclave du Japon est enregistrée dans un document historique chinois du IIIe siècle, mais on ignore dans quel contexte, et si c'était une pratique courante à l'époque. Ces esclaves étaient appelés seikō (生口, littéralement « bouche vivante »). L'exportation des esclaves du Japon a cessé, en partie parce qu'ils étaient plus chers que ceux transportés par voie terrestre vers la Chine.
Au VIIIe siècle, les esclaves étaient appelés nuhi (奴婢) et des lois sur l'esclavage furent publiées. Ces esclaves travaillaient dans les fermes et les maisons. Le nombre d'esclave est imprécis. Dans une région de la préfecture d'Ibaraki actuelle, environ 2 000 individus, sur une population de 190 000, étaient des esclaves, mais cela semble avoir été une proportion assez faible. On pense que les nombres étaient plus importants dans l'ouest du Japon.
L'esclavage a persisté pendant la période Sengoku (1467-1615) même si l'idée que l'esclavage était dépassé semble s'être répandue parmi les élites. En 1590, l'esclavage fut officiellement interdit sous Hideyoshi Toyotomi ; mais les formes de contrat et de travail ont persisté tout au long de la période avec les travaux forcés. Légèrement plus tard, les lois pénales de la période Edo ont prescrit du « travail non-libre » pour la famille immédiate des criminels exécutés en l'article 17 du Gotōke reijō (lois du shogunat Tokugawa), mais la pratique ne s'est jamais généralisée. Le Gotōke reijō de 1711 a été compilé à partir de plus de 600 lois promulguées entre 1597 et 1696.